# SC Teutonia 99 Berlin
Der SC Teutonia 99 Berlin war ein Sportverein aus Berlin.

## Geschichte
Der Verein wurde 1899 gegründet und gehörte zunächst dem Märkischen Fußball-Bund (MFB) an. 1908 trat der BSC Hansa 01 bei. In den Spielzeiten 1909 und 1910 spielte Teutonia 99 in der 1. Klasse des MFB, stieg dann aber in unterklassige Ligen ab. 1913 fusionierte Teutonia 99 mit dem VfV Berlin zum VfV Teutonia 1899 Berlin. Dieser Verein fusionierte im Juni 1933 mit dem BFC Alliance-Columbia 08 zum VfV Teutonia-Columbia 1899 Berlin, der wiederum 1934 in VfV 1899 Berlin umbenannt wurde. Der BFC Alliance-Columbia war 1928 aus der Fusion des SC Alliance 06 und des BFC Columbia 08 hervorgegangen.
In der Saison 1936/37 spielte der VfV 1899 in der Abteilung Norden C der II. Kreisklasse Berlin. Als Spielstätte in dieser Zeit ist der Sportplatz Christianiastraße, die heutige Hanne-Sobek-Anlage in Berlin-Gesundbrunnen, überliefert. Der VfV 1899 wurde 1944 aufgelöst.

## Leichtathletikabteilung
Der SC Teutonia war kein reiner Fußballverein, die es in der Zeit vor dem Zweiten Weltkrieg relativ selten gab, sondern ein Mehrspartenverein. Deutlich erfolgreicher als die Fußballer waren bis in die 1920er Jahre die Leichtathleten. Vor allem auf den Mittelstreckendistanzen (400, 800 und 1500 m) war Teutonia 99 in dieser Zeit einer der herausragenden Vereine Deutschlands. Athleten wie Kristian Hellström, Hermann Engelhard, Reinhold Schmidt, Otto Kohn oder Otto Neumann errangen insgesamt 13 deutsche Meisterschaften in den Laufdisziplinen. Neumann und Engelhard nahmen auch an den Olympischen Spielen 1928 teil und gewannen dort in der 4 × 400-m-Staffel die Silbermedaille.

## Sonstiges
Der SC Teutonia 99 und seine Nachfolgevereine sind nicht zu verwechseln mit dem heutigen SSC Teutonia 99 aus Berlin-Spandau.